# Xenochlorodes albicostaria
Xenochlorodes albicostaria är en fjärilsart som beskrevs av Brandt 1938. Xenochlorodes albicostaria ingår i släktet Xenochlorodes och familjen mätare. Inga underarter finns listade i Catalogue of Life.